# 格差の世界経済史
『格差の世界経済史』（かくさのせかいけいざいし、英: The Son Also Rises）とは、経済学者グレゴリー・クラークによる社会移動の研究に関する2014年のノンフィクション書籍である。同書は、クラークが他の研究者と共同で行った様々な国における社会的移動の歴史的推定に基づいているが、クラークは最初から、自身が導き出した物議を醸す結論は自分一人によるものだと指摘している。
同書の原題は、クラークの前著『10万年の世界経済史』と同様に、アーネスト・ヘミングウェイの小説『日はまた昇る』（The Sun Also Rises）のタイトルをもじったものである。

## 内容
同書は、イギリス、アメリカ合衆国、スウェーデン、インド、中国、台湾、日本、韓国、チリにおける、比較的成功した、あるいは成功しなかった拡大家族を数世紀にわたって追跡している。クラークは、珍しい姓が大学入学記録、医師登録簿、国会議員名簿、その他の同様の現代的な歴史的登録簿に現れ続けているかどうかを確認することで、家族を追跡するという革新的な手法を用いている。そしてクラークは、高いあるいは低い社会的地位の持続性が、親と子の収入の間の一般的に認められている相関関係（北欧諸国で0.2、他の先進国で0.3～0.5、南米や中国で0.6程度）から予想されるよりも、調査したすべての国で大きいこと（世代間相関係数は0.75ほど）を発見した。これは、クラークが欠陥があると主張する他の研究者によって開発された事実上すべての社会移動の測定値と矛盾している。クラークによると、社会移動は、研究対象となったすべての社会とすべての時代において同様の速度で進行する。ただし、より高い社会的持続性を経験し、したがってさらに低い社会移動性を持つより高い族内婚（同じグループ内で結婚する傾向）を持つ社会集団（カースト制のインド）は例外である（世代間相関係数は0.75以上）。
同書は、クラークの社会移動率の推定値と他の研究者による推定値の違いを、他の研究者による測定効果がわずか数世代に基づいていることに注目して説明しようとし、クラークが主張する遺伝的な「根底にある社会的能力」という潜在変数が、世代から世代への地位の偶然の変動によって圧倒されていると論じている。これらの変動は、クラークによれば、彼のより長期的な研究では平滑化されているという。このことは、株価の傾向を理解するためにグラフを見ることに例えることができる。1日の期間の株価グラフは大きな「ジグザグ」の価格変動を示し、明白な秩序は見られないかもしれないが、より長期的な株価グラフは、特に平滑化されている場合、株価が上昇または下降する長期的な傾向を明らかにする可能性がある。
日本や韓国のような民族的に同質な社会が、アメリカ合衆国のような民族的に多様な社会と同様の社会移動率を示したという発見から、クラークは人種主義が社会移動に影響を与える重要な要因ではないかもしれないと推論する。子どもの多い家族が、子どもの少ない家族と同様によく高い社会的地位を引き継ぐことができたという発見から、クラークは単純な財産相続では高い社会的地位の持続性を説明できないと推論する。養子の知能と成人後の家族収入が、養親との相関関係を示さないという研究から、クラークは家族環境では社会的地位の世代間伝達を説明できないと推論する。
クラークの仮説は、家族における社会的地位の予想外に高い持続性（あるいは、同様に予想外に低い社会移動度）は、高い地位の人々が高い地位を達成するのに有益な遺伝子を持っている可能性が高く、したがってそのような遺伝子は子どもに引き継がれる可能性が高いということである。

## 評価
経済学者の根井雅弘は本書を「格差」研究への「極めて野心的な試み」と評価し、社会政策と社会的流動性に関する著者の主張については「賛否両論あるだろう」と指摘している。また、この試みは「多くの論争を呼び起こすだろう」と述べている。
翻訳家の山形浩生は、本書を分析として「おもしろい」と評価しつつ、その結論（昔から、社会的な地位——教育水準だろうと資産だろうと—— はかなり世襲で決まってしまう）を「救いのない」と評している。特に、社会的地位の世襲性を改善する要素（教育、努力、社会制度）について「周到に議論して潰している」と述べ、読み終えては頭を抱えてしまったという。ただし、多国間での比較分析手法については評価し、「読んで損はない」と結論づけている。
村上浩は本書を「知的興奮に満ちている」と評価し、クラークが「姓を手がかりに、歴史に埋もれたビッグデータを掘り起こした」研究手法を「革新的」と評している。一方で、本書の結論は「衝撃的で、受け入れがたい」とし、「データの適切さや、データ解釈の真実性は、今後より精緻に検証されなければならない」と指摘している。また、本書の社会政策への提言については「まだまだ議論が必要」としている。